# Tyska verb
Huvudartikel: Tysk grammatik

## Enkla verb
Tyska verb består av en rot och suffixet "-en". I verb vars rötter slutar på "el" eller "er" tappar suffixet bokstaven "e".
- "laufen" (att springa, gå)
- "lächeln" (att le)
- "meistern" (att mästra)

### Odelbara prefix
Där finns vissa verb som börjar på permanenta prefix. De vanligaste prefixen i tyska är "ver-", "ge-", "be-", "er-", "ent-", "auf-", "an-" och "zer-".
- "brauchen", att behöva - "verbrauchen", att konsumera
- "raten", att ge råd - "verraten", att förråda
- "fallen", att falla - "gefallen" att vara nöjd
- "hören", att höra - "gehören" att tillhöra
- "brennen", att brinna (intransitiv) - "verbrennen", att brinna (transitiv), "att brinna helt"
- "beginnen", att börja (ingen for utan prefix)

### Löst sammansatta verb
Löst sammansatta verb består av ett prefix (preposition) och ett verb, som sitter ihop i infinitiv. 
- anschauen, er schaut an, (att se)
- anfangen, er fängt an (att börja)

## Indikativ

### Futurum (Futur)

#### Futurum 1
- werden + infinitiv

#### Futurum 2
- werden + perfekt particip + haben

### Perfekt (Perfekt)
- haben + perfekt particip

### Pluskvamperfekt (Plusquamperfekt)
- haben (imperfekt) + perfekt particip

## Konjunktiv

### Presens (Konjunktiv I)
Presens konjunktiv bildas alltid, med undantag av verbet sein, av infinitivens stam och de ändelser som anges nedan:

### Imperfekt (Konjunktiv II)
Denna form är identisk med imperfekt indikativ när det gäller svaga, regelbundna verb. I annat fall får verben, med imperfekt indikativ som utgångspunkt, omljud och ändelsen -e där så är möjligt.